# Notoperla macdowalli
Notoperla macdowalli is een steenvlieg uit de familie Gripopterygidae. De wetenschappelijke naam van de soort is voor het eerst geldig gepubliceerd in 2005 door McLellan & Mercado.